# Pałac Czapskiego w Mińsku
Pałac Czapskiego (biał. Палац Чапскага) lub Budynek Mińskiego Towarzystwa Rolniczego (biał. Будынак Мінскага таварыства сельскай гаспадаркі) — pałac hr. Karola Hutten-Czapskiego w Mińsku na Białorusi zburzony po II wojnie światowej przez władze sowieckie.

## Historia
Pałac zbudowany został w 1894 według projektu arch. Wiktora Szretera. Oprócz lokali mieszkalnych, na parterze pod arkadami znajdowała się siedziba Mińskiego Towarzystwa Rolniczego. W 1906 w budynku otwarta została giełda produktów gospodarki leśnej, przy której w dniach od 27 grudnia 1908 do 3 stycznia 1909 odbył się Świąteczny Kiermasz Leśny. W 1912 giełda stała się ogólnotowarowa. W czasie II wojny światowej budynek został nieznacznie uszkodzony. Po jej zakończeniu rozpoczęto przebudowę ul. Sowieckiej, planując zmienić ją w szeroką aleję z nowymi budynkami. W związku z tym ok. 1949 pałac został rozebrany, mimo że nie kolidował bezpośrednio z przebiegiem nowego prospektu. Obecnie na jego miejscu stoi budynek z wyrobami jubilerskimi Czaraunica i kino Centralny (prospekt Niepodległości 13).

## Architektura

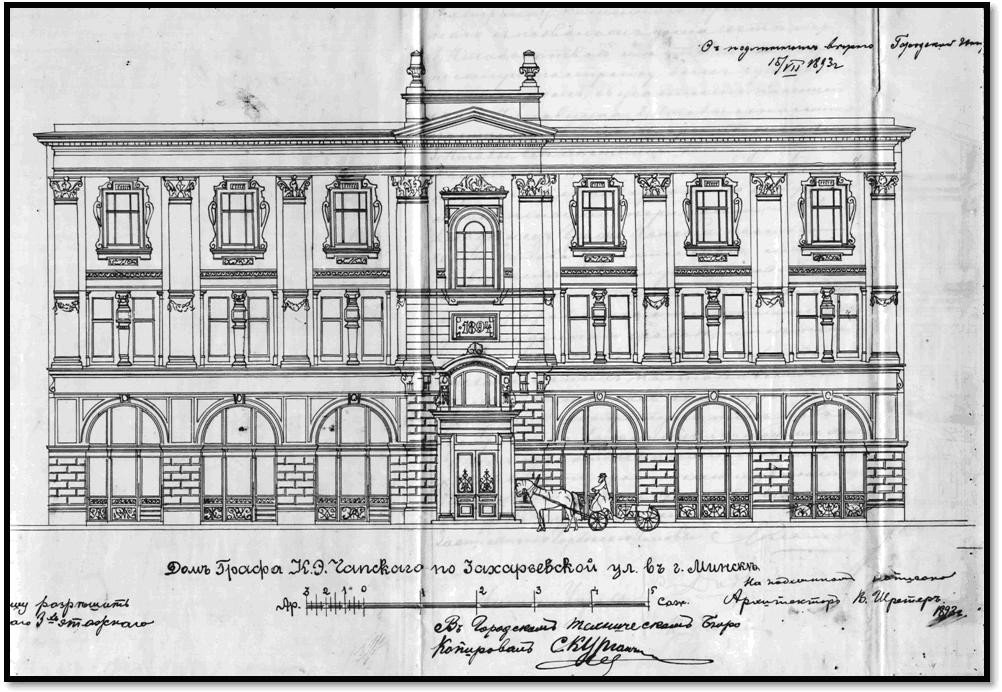
Fasada pałacu

Trójkondygnacyjny, eklektyczny pałac ozdobiony na parterze rzędem arkad. Akcentem całego budynku był wykusz wysunięty z bryły głównej budynku na całej jego wysokości.

## Literatura
- Мінск. Стары і новы / аўт.-склад. У. Г. Валажынскі; пад. рэд. З. В. Шыбекі — Мінск: Харвест, 2007, 272 с.: іл. ISBN 978-985-16-0092-8.